# Reithrodontomys rodriguezi
Reithrodontomys rodriguezi is een zoogdier uit de familie van de Cricetidae. De wetenschappelijke naam van de soort werd voor het eerst geldig gepubliceerd door Goodwin in 1943.